# Сражение у Камберлендской церкви
Сражение у Камберлендской церкви (англ. The Battle of Cumberland Church) произошло 7 апреля 1865 года в ходе Аппоматтоксской кампании американской гражданской войны.

## История
Утром 7 апреля дивизия генерала Бэрлоу захватила Хай-Бридж и федеральная армия перешла на северный берег реки Аппоматокс. Примерно в 14:00 авангарды федерального II корпуса встретили арьергарды Северовирджинской армии — дивизии Махоуна и Гордона, которые заняли сильные позиции на высотах в 4 милях севернее Фармвиля, у церкви Камберленд-Чёрч. Северяне дважды атаковали левый фланг позиций противника (генерала Махоуна), но были отбиты. Сражение прекратилось после захода солнца. В этом бою погиб бригадный генерал федеральной армии Томас Смит.
Это сражение иногда называют последней победой Северовирджинской армии.